# Douglas Hyde
Douglas Hyde, em gaélico Dubhghlas de hÍde, pseudónimo An Craoibhín Aoibhinn (Castlerea, Roscommon, 17 de janeiro de 1860 — Dublin, 12 de julho de 1949), foi um escritor, linguista e político irlandês, presidente da República da Irlanda de 25 de junho de 1938 a 24 de junho de 1945.
Foi o terceiro filho do Reverendo Arthur Hyde, Jr. e de Elizabeth Oldfield. Conduziu uma luta constante pelo estudo e revitalização da língua gaélica irlandesa e foi, em 1893, um dos fundadores da "Liga Gaélica", organização não política, ainda que impregnada pelo renascimento do espírito nacional irlandês.

## Obra literária
Publicou uma recompilação de literatura popular irlandesa, "Beside the fire" (Ao lado do Fogo), em 1899. Publicou depois "Love Songs of Connacht" (Canções de Amor de Connacht) em 1893, recompilação de sua poesia em gaélico, com tradução para a língua inglesa, e "Religious Songs of Connacht" (Cantos Religiosos), em 1906. Autor também de "A Literary History of Ireland" (Uma História Literária da Irlanda), em 1899, e de um drama teatral de um só ato em gaélico.

## Conradh na Gaeilge
O movimento Conradh na Gaeilge (Liga Gaélica) que parecia a princípio uma inócua associação de intelectuais excêntricos, ganhou rapidamente o consenso do povo irlandês. Hyde escreveu um folheto que intitulou The Necessity for De-Anglicising Ireland ("A Necessidade de uma Desanglicização da Irlanda") no qual propunha, que através da educação, o povo irlandês se reapropriasse de sua própria tradição linguística e literária.

## Senador e presidente
Mesmo não tendo Hyde militado no Sinn Féin durante o movimento independentista, aceitou ser designado ao Seanad Éireann (Senado), a câmara alta do parlamento irlandês, a pedido de seu amigo W. T. Cosgrave, presidente do Conselho Executivo, depois da criação do novo Estado. Entretanto, a sua presença no parlamento durou pouco tempo, pois em novembro de 1925, ao apresentar-se para as eleições, foi atacado pela Catholic Truth Society of Ireland (CTS; Sociedade da Verdade Católica da Irlanda), por ser protestante. Foi por ela acusado de apoiar o divórcio, e o secretário-geral da CTS escreveu várias colunas contra ele no periódico Irish Independent.

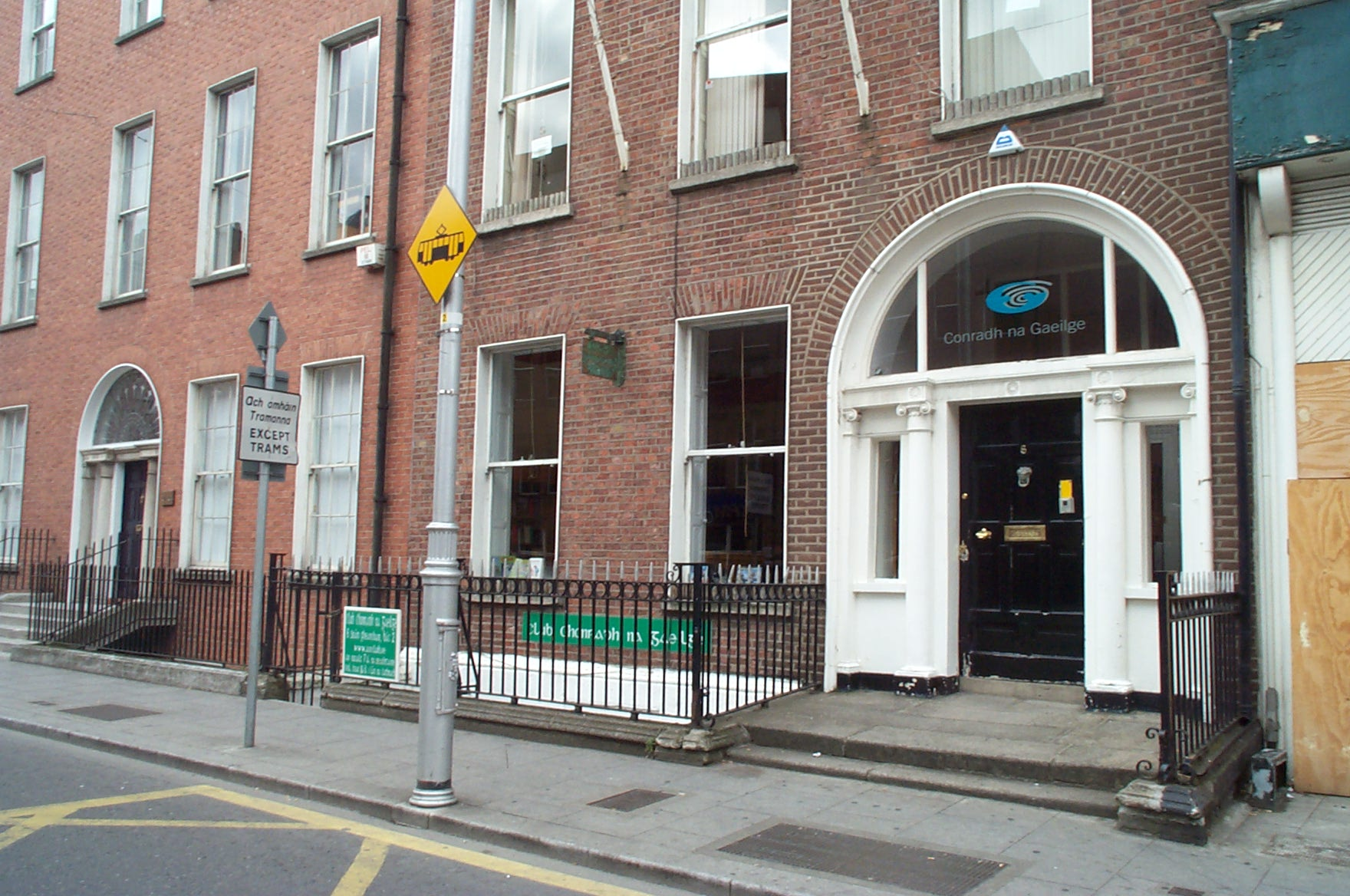
Conradh na Gaeilge, Dublin.

Voltou à vida académica como professor de língua irlandesa no University College de Dublin, onde um de seus alunos foi o futuro Fiscal-Geral e também presidente da Irlanda, Cearbhall Ó Dálaigh.
Por sugestão do Fine Gael, então na oposição, nas negociações interpartidárias com o Fianna Fáil do então Taoiseach (primeiro-ministro), Éamon de Valera foi selecionado por acordo de ambos os partidos como primeiro presidente, em 1938, cargo do qual se retirou devido aos seus problemas de saúde em 1945, para residir na antiga casa do "Lorde Tenente da Irlanda" (o antigo representante do rei da Inglaterra, agora denominada Casa Ratta), onde faleceu em 1949.